# Ana Paola Agudelo
Ana Paola Agudelo García (Ibagué, Tolima, Colombia, 8 de mayo de 1983) es una economista y política colombiana del Partido MIRA. En octubre de 2022 fue electa Vicepresidenta de ese partido. 
Fue representante a la Cámara por la circunscripción territorial de los colombianos en el exterior desde 2014 hasta 2018 gracias a 4 663 votos. En las elecciones legislativas del año 2018 fue elegida senadora con más de 70 000 votos, repitiendo curul en el 2022.

## Biografía
Ana Paola Agudelo es una ibaguereña graduada en Lenguas Extranjeras y Negocios internacionales de la Universidad del Tolima. Emigró a España en el 2006, en donde obtuvo su máster en Economía Social de la Universidad de Valencia. En ese país Ana Paola se desempeñó como Directora regional de proyectos, Directora Nacional de Competitividad y como Portavoz de la Asociación Amigos Mira. En el año 2016 obtuvo una especialización en Gestión Pública y Control Fiscal de la Universidad del Rosario. Actualmente adelanta sus estudios de doctorado en Economía Social y Entidades no Lucrativas en la Universidad de Valencia.

## Vida política
Toda su vida política ha sido como integrante del Partido MIRA. Como representante de los colombianos en el exterior fue miembro de la Comisión Constitucional Segunda o de Relaciones Internacionales y de la Comisión Legal de Derechos Humanos y Audiencias. Fue reemplazada temporalmente a finales del año 2015 por Jorge Muñoz Zapata debido a una licencia de maternidad. Durante su campaña al Senado fue cabeza de lista de su partido, siendo la única mujer cabeza de lista al Senado. Como senadora es miembro de la Comisión Constitucional Segunda o de Relaciones Internacionales.
Ha trabajado para que los colombianos en el exterior tengan mejor acceso al Fondo Nacional del Ahorro y puedan tramitar la libreta militar desde el exterior del país. Además ha trabajado en la creación de políticas migratorias y ha impulsado el tratado de repatriación de presos con la República Popular China. Realizó un debate de control político que desencadenó en la primera repatriación de un colombiano condenado a muerte en ese país.

## Reconocimientos y condecoraciones[7]
- Graduada Destacada en la Categoría De Administración Pública de la Universidad del Tolima.
- Reconocimiento por su Dedicación Profesional de la Universidad de Valencia.
- Condecorada con la Orden del Mérito Militar Antonio Nariño en la categoría de Gran Oficial por el Ejército Nacional de Colombia.
- Condecorada con la Medalla Simona Duque de Alzate por el Comando de Reclutamiento y Control de Reservas del Ejército, por sus aportes a la Ley 1861 de 2017, por la cual se reformaron reglas del reclutamiento y del trámite de libreta militar.[19]
- Miembro del Curso Especial de Profesionales, Oficiales de Reserva de la Fuerza Aérea Colombiana (2017).